# Pugachev (huyện)
Huyện Pugachev (tiếng Nga: ? райо́н) là một huyện hành chính tự quản (raion), của Tỉnh Saratov, Nga. Huyện có diện tích 35 km², dân số thời điểm ngày 1 tháng 1 năm 2000 là 42600 người. Trung tâm của huyện đóng ở Pugachev.